# Premio Nacional de Periodismo Cultural (España)
El Premio Nacional de Periodismo Cultural es un galardón que concede anualmente el Ministerio de Cultura y Deporte de España y tiene por objeto reconocer la trayectoria periodística en el ámbito de la cultura desarrollada por una persona física española, cuya actividad esté dedicada a la información cultural sea cual sea la lengua o lenguas del Estado utilizadas en el desarrollo de su labor. Su primera edición tuvo lugar en 2009 y tiene una dotación económica de 20.000€.

## El jurado
El premio lo otorga un jurado presidido por la persona titular de la Dirección General del Libro y Fomento de la Lectura o persona en quien delegue; la vicepresidencia corresponde a la persona titular de la Subdirección General de Promoción del Libro, la Lectura y las Letras Españolas; y cuenta con los siguientes vocales:
- La galardonada o el galardonado con el Premio Nacional de Periodismo Cultural, en la convocatoria del año anterior.
- Un miembro o representante de la Real Academia Española.
- Un miembro o representante de la Real Academia Gallega/Real Academia Galega.
- Un miembro o representante de la Real Academia de la Lengua Vasca/Euskaltzaindia.
- Un miembro o representante del Instituto de Estudios Catalanes/Instititut d’Estudis Catalans.
- Un representante a propuesta de las principales Asociaciones de Periodismo Cultural.
- Un representante a propuesta de la Federación de Asociaciones de Periodistas de España (FAPE).
- Un representante a propuesta de la Asociación de Revistas Culturales Españolas.
- Un representante a propuesta de la Conferencia de Rectores de las Universidades Españolas (CRUE).
- Un representante a propuesta de la Federación de Asociaciones de Radio y Televisión de España.
- Un representante a propuesta de la Asociación Española de Críticos Literarios.
- Un miembro o representante de centros y/o departamentos académicos dedicados a la investigación desde la perspectiva de género.
- Un experto a propuesta de la persona titular del Ministerio de Cultura y Deporte.

## Premiados
- 2009 - Jacinto Antón
- 2010 - Fabricio Caivano
- 2011 - Ana Borderas
- 2012 - Juan Cruz
- 2013 - Antón Castro
- 2014 - Diego A. Manrique
- 2015 - Ana Mendoza
- 2016 - Jaume Figueras
- 2017 - Blanca Berasátegui
- 2018 - Ana Romaní
- 2019 - Anxo Quintela[2]
- 2020 - Sergio Vila-Sanjuán[3]
- 2021 - Guillermo Busutil.
- 2022 - Lluis Permanyer
- 2023 - Jesús Marchamalo[4]
- 2024 - Conxita Casanovas[5]
- 2025 - Rosana Torres[6]